# Hamirpur (Himachal Pradesh)
Hamirpur es una ciudad y concejo municipal  situada en el distrito de Hamirpur,  en el estado de Himachal Pradesh (India). Su población es de 17604 habitantes (2011). 

## Demografía
Según el censo de 2011 la población de Hamirpur era de 17604 habitantes, de los cuales 9056 eran hombres y 8548 eran mujeres. Hamirpur tiene una tasa media de alfabetización del 93,01%, superior a la media estatal del 82,80%: la alfabetización masculina es del 94,95%, y la alfabetización femenina del 90,96%.